# دومينغو فرينش
دومينغو فرينش (بالإسبانية: Domingo French)‏ هو عسكري أرجنتيني، ولد في 21 نوفمبر 1774 في بوينس آيرس في الأرجنتين، وتوفي بنفس المكان في 4 يونيو 1825.